# Jimmy Dludlu

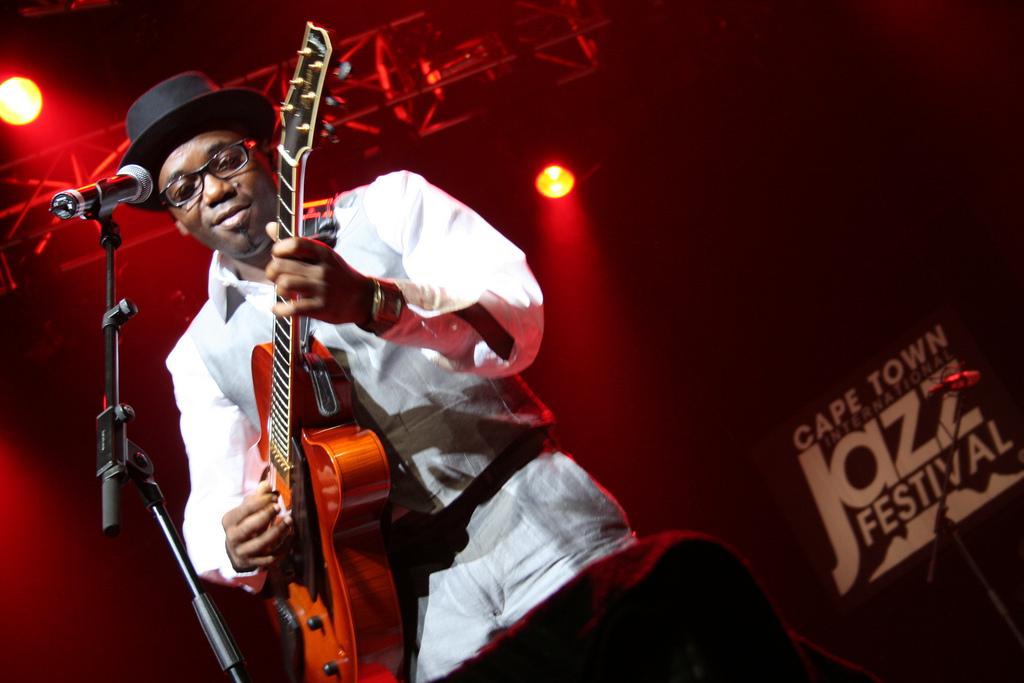

Jimmy Dludlu ist ein südafrikanischer Gitarrist, geboren in Inhambane, Mosambik. Seine Musik wird dem Afrojazz zugeordnet.

## Leben
Der gebürtige Mosambikaner spielte zum ersten Mal mit 13 Jahren auf einer selbstgebauten Gitarre seines Cousins. Er brachte sich das Gitarrespielen selbst bei, indem er Jazz und Afrikanische Musik imitierte, die er im Radio gehört hatte. Seine ersten Auftritte hatte er bei Hochzeiten in südafrikanischen Townships.
Dludlus Karriere startete Mitte der 1980er Jahre in verschiedenen Bands aus Swasiland und Botswana; er lebte eine Zeit bei George Lee Larnyoh und spielte dann bei McCoy Mrubata und begleitete auch Hugh Masekela, Miriam Makeba, Sipho Mabuse und Papa Wemba, arbeitete aber auch mit Winston Mankunku, Robbie Jansen und Victor Ntoni zusammen. 1993 spielte er auf dem Jazzfestival von Grahamstown mit Morris Goldberg, im Folgejahr mit Herb Ellis. 1996 trat er mit Courtney Pine auf dem Arts Alive Festival in Johannesburg auf.
Seit Mitte der 1990er Jahre leitet er eine eigene Gruppe. Die Musik zeichnet sich durch einprägsame Melodien aus; sein Gitarrenspiel ist von Wes Montgomery und von Pat Metheny beeinflusst. Großen Erfolg in Südafrika hatte Jimmy Dludlu im Jahr 2001 mit dem Titel Africa Africa zusammen mit BeBe Winans. Weiterhin arbeitete er mit Melanie Scholtz zusammen.

## Auszeichnungen
Er erhielt mehrere Auszeichnungen der FNB SAMA und wurde mehrfach für die South African Music Awards nominiert.
| Auszeichnung                    | Jahr | Album                | Award |
| ------------------------------- | ---- | -------------------- | ----- |
| Best Male Artist                | 2006 | Corners of my Soul   | SAMA  |
| Best Jazz Album                 | 2006 | Corners of my Soul   | SAMA  |
| Best Male Artist, Best Newcomer | 1998 | Echoes from the Past | SAMA  |

## Diskografie
| Bisher sind erschienen: |      |
| Echoes from the Past    | 1997 |
| Essence of Rhythm       | 1999 |
| Afrocentric             | 2002 |
| Corners of my soul      | 2005 |
| Portrait                | 2007 |
| Sound and Vision        | 2008 |
| Tonota                  | 2011 |
| In the Groove           | 2016 |